# WD 0751-252
WD 0751-252 (SCR J0753-2524) es una enana blanca situada en la constelación de Puppis, la popa del Argo Navis. Fue descubierta en 2005 durante la búsqueda de estrellas con movimiento propio alto del estudio superCOSMOS-RECONS (SCR). Se piensa que forma un sistema binario amplio con la estrella LTT 2976 (HIP 38594 / NLTT 18618 / Ross 429), situada a 6,6 minutos de arco, con la comparte movimiento propio. Esta última está situada visualmente a 1,2º de la brillante Azmidiske (ξ Puppis).
La distancia estimada de WD 0751-252 respecto al sistema solar (58,0 años luz) es consistente con la distancia calculada para LTT 2976 a partir de la paralaje observada por el satélite Hipparcos (63,8 años luz). La separación real entre ambos objetos es de aproximadamente 8000 UA.
WD 0751-252 es una enana blanca de tipo espectral DC con una temperatura efectiva de 5169 ± 107 K. Su magnitud absoluta es de +16,27.
LTT 2976 es una enana roja de tipo K5 - M y magnitud aparente +9,75. Tiene una luminosidad equivalente al 16% de la luminosidad solar.